# Jules Cottet
Pour les articles homonymes, voir Cottet.
Jules Gaspard Cottet né à Bonneville (Haute-Savoie) le 14 mai 1871 et mort le 3 décembre 1959 à Paris (7e arrondissement) est un médecin français. Spécialiste des reins et de médecine thermale, il est reconnu pour avoir créé la cure de diurèse.

## Milieu familial
Jules Cottet est le fils de Jacques Joseph Henri Cottet, juge au tribunal de première instance de Bonneville, et de Léonie Daruty. Sa famille, d’origine auvergnate, se fixe à Évian pour permettre au père de surveiller des terrains et des vignes dont il était propriétaire. Le grand-père, d'ailleurs, y avait été notaire. 
Deux sœurs vivent au foyer familial dont une épousa à Évian Alfred Ernst, critique musical spécialiste de Richard Wagner. Jules a aussi un frère aîné, Charles Cottet (1863-1925), peintre de grand talent, membre de « La Bande noire », groupe de cinq peintres, disciples de Gustave Courbet et de la tradition classique.

## Formation et carrière scientifique
Jules Cottet passe son baccalauréat à Thonon-les-Bains au collège des Marianistes.
Il s’oriente rapidement vers la médecine et se retrouve en 1896 externe à l’hôpital Beaujon à Paris. Tout d’abord intéressé par la bactériologie, il travaille à l'hôpital et à l'Institut Pasteur.
« Il forme avec Hallé et Zuber, Rist et Guillemot, sous l'égide de Veillon, ce bourru bienfaisant, des études sur la bactérie urinaire de Clado-Albarran, qu'Achard et Jules Renault identifieront plus tard au colibacille : et surtout sur les anaérobies urinaires qui compliquent, disait-il, toujours les infections de la vessie ou de la prostate et font des gangrènes et des escarres désespérantes et fétides.».
Interne à l’hôpital Necker sous la direction de Félix Guyon, le père de l’urologie française, il consacre sa thèse aux recherches bactériologiques sur les suppurations péri-uréthrales et obtient son titre de docteur en médecine en 1899.
Fort de ses connaissances en urologie, il s'installe dès 1899 à Évian-les-Bains (Haute-Savoie) où il acquiert rapidement une grande renommée. Il deviendra président de la Société médicale d’Évian, vice-président de la Société d'hydrologie et de climatologie de Paris et, à compter du 4 février 1941, membre correspondant de l’Académie de médecine.
« Jules Cottet travailla beaucoup ; il adorait la médecine et la pratique médicale. Outre une clientèle immense, absorbante, éreintante comme celle des grands médecins d'eaux, à laquelle sa philosophie et son calme, son exactitude scrupuleuse aussi, lui permettaient de résister, outre ses charges familiales, son goût de l'intimité et du foyer, son amour de la lecture et du coin de feu, il se consacra avec passion au rein et à l'élimination rénale. Il était ordonné, méthodique, méticuleux. Il profitait de tous les enseignements de la clinique. Un jour, il constata sur une de ses malades assez nerveuse et intoxiquée et qui ne buvait pas, l'effet bienfaisant d'une cure d'eau d’Évian ; il tira de son observation une série de conclusions pratiques et techniques. Il pense ensuite que cette eau, que connaissait déjà le marquis de Lessert et dont le Dr Tissot avait éprouvé les bienfaits dès 1789, pouvait lui servir de médicament et son élimination de test d'exploration rénale. C'est un fait privilégié, comme disait Widal, bien observé et qu'il ne négligea pas, dont sortit la cure de diurèse : […] Il opposa l'activité sécrétoire du rein normal à sa passivité même fonctionnelle, il insista sur le transit prérénal de l'eau qui conditionne la diurèse, sur le pouvoir concentrateur qui la parfait ; sur le rapport urée sanguine sur urée urinaire qui n'a été que perfectionné et raffiné, codifié par Ambard ; sur les troubles osmotiques du sel et de l'eau. »
De 1894 à sa mort, en 1959, le docteur Cottet publiera une douzaine de publications qui confirmeront sa notoriété.

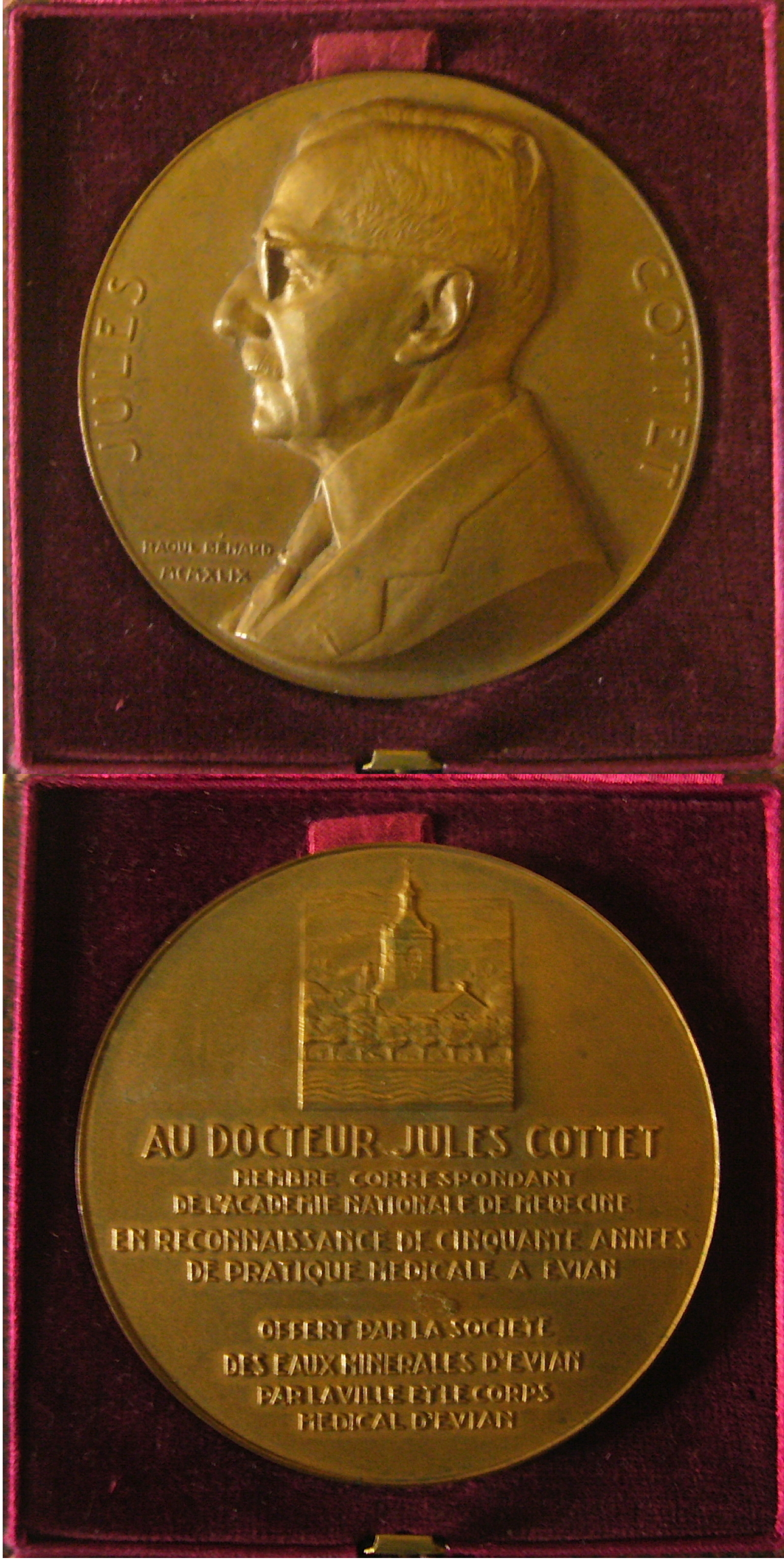
Médaille en hommage au docteur Jules Cottet. Bronze, gravure de Raoul René Alphonse Bénard (1881-1961), 1949. Collection Mike Coleman.

## Mariage et distinctions
Vers 1900, Jules Cottet fait la connaissance de Jane-Elisabeth Dupuy, fille d’un notaire évianais. Le mercredi 1er avril 1903, Le Figaro annonce :
« 
Le mariage du docteur Cottet, frère du peintre bien connu, avec Mlle Jane-Elisabeth Dupuy, nièce de Mme Hériot, a été célébré hier, en l'église Notre-Dame des Victoires, au milieu d’une nombreuse et élégante assistance. Les témoins du marié étaient : le docteur Guyon et le docteur Gilbert, professeurs à la Faculté de médecine; ceux de la mariée, M. F. Larmande, professeur à la Faculté de droit, son oncle et M. Finaly. La quête a été faite par M. Paul Loubet, fils du Président de la République, le docteur Gisèle, MM. Auguste et Olympe Hériot, qui accompagnaient Mlles Geneviève Guillaumet, Germaine Letellier, Angèle Finaly, Virginie Hériot, quatre charmantes demoiselles d'honneur.
 »
Jules Cottet aura deux enfants : Jean (1905-2003) qui deviendra lui aussi médecin et Gabrielle (1904-2003) qui épousera le docteur Jacques Decourt (1898-1989).
Reconnu pour sa haute conscience professionnelle et ses contributions scientifiques, Jules Cottet sera nommé chevalier de la Légion d’Honneur le 5 janvier 1918 puis officier le 15 juillet 1949.

## Un médecin épris de littérature
Dans son éloge funèbre prononcé à l’Académie de médecine le 2 février 1960, le professeur Maurice Loeper témoignait de l’amour de Jules Cottet pour la lecture et la littérature. Quelque soixante ans plus tôt, un autre témoin, autrement célèbre, devait déjà en faire état. En effet, en septembre 1899, lors de son deuxième séjour évianais, le jeune Marcel Proust écrit à sa mère :
« Le docteur Cottet a passé longtemps avec moi hier. Tu peux dire à Robert qu'au point de vue littéraire moderne il est d'une culture prodigieuse pour un médecin et qu'il sait par cœur La Maison du berger etc. etc. »
Le futur auteur d’À la Recherche du temps perdu avait fait sa connaissance quelques jours auparavant. Une grande estime, sinon une réelle amitié, liera les deux hommes, comme en témoigne, plusieurs années plus tard, cette dédicace d’un exemplaire de Du côté de chez Swann : «  au docteur Cottet. Souvenir lointain d’un ami dont l’absence n’a pas diminué mais mûri l’attachement. Son affectionné Marcel Proust ».
Certains critiques ont pensé que Proust s’était inspiré de Jules Cottet pour composer, dans la Recherche, le personnage du docteur Cottard mais, comme le fait justement remarquer George D. Painter, Cottet « ne ressemblait que par son nom au docteur Cottard, car il était charmant et cultivé. » 
. 
Marcel Proust fut également inspiré par un autre nom lié au docteur évianais : la famille Cottet possédait une maison de campagne à Féternes, petite ville de la région. L’auteur de la Recherche, séduit par ce nom, le reprendra (en omettant toutefois le « s » final) pour baptiser la maison de campagne de la marquise douairière de Cambremer. Le modèle de cette résidence fictive fut en réalité « la villa Bassaraba, propriété de la princesse de Brancovan à Amphion, au bord du lac Léman » .
La princesse de Brancovan était la mère de la poétesse Anna de Noailles. On peut supposer que le docteur Cottet fréquenta aussi cette dernière car l’abbé Mugnier note, dans son Journal en date du 29 janvier 1912, l’avoir rencontré à Paris, rue Scheffer, précisément chez la comtesse de Noailles. 

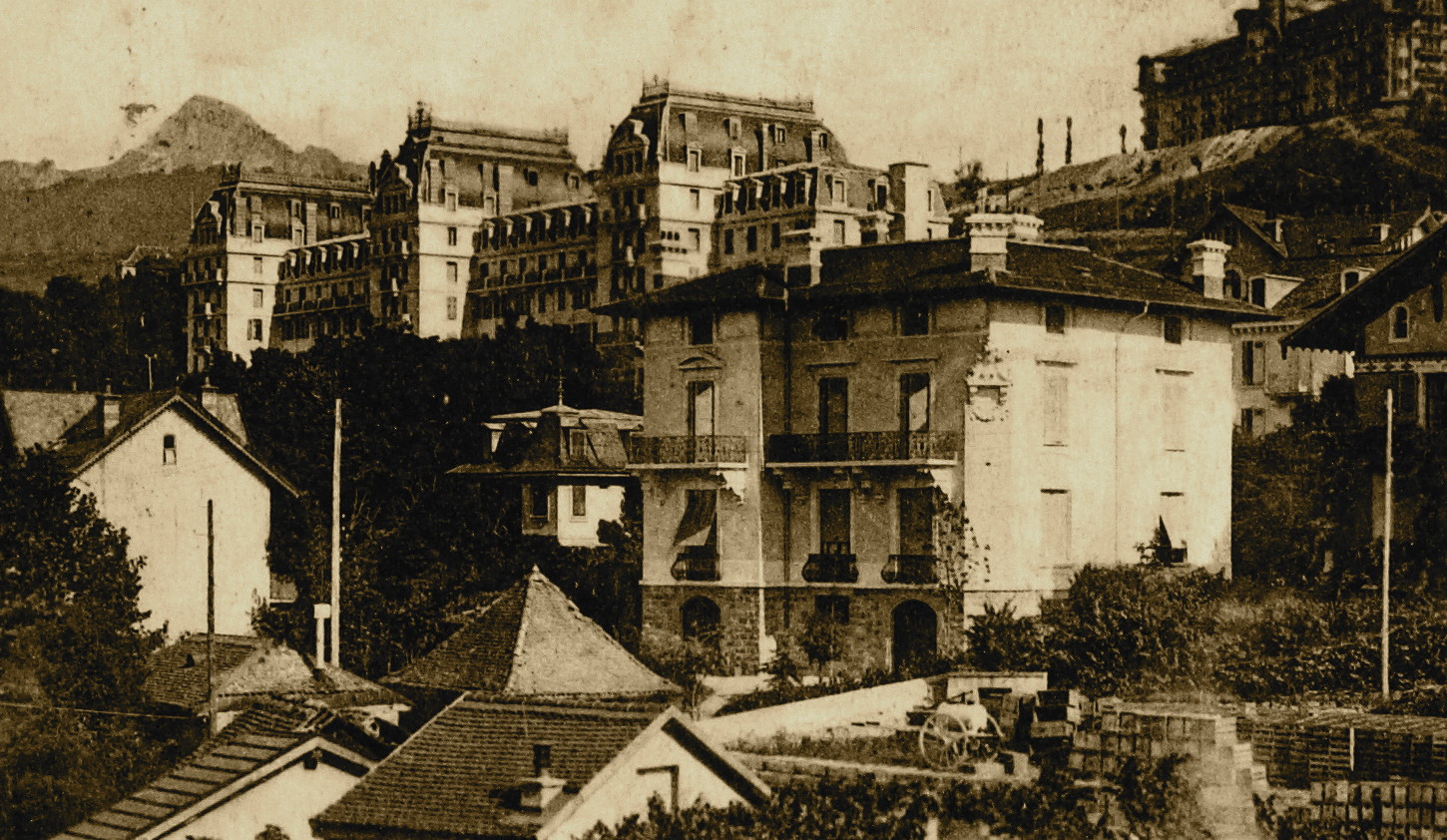
La Villa Gabrielle (Évian) vers 1910 avec, en arrière-plan, l'hôtel Splendide et l'hôtel Royal.

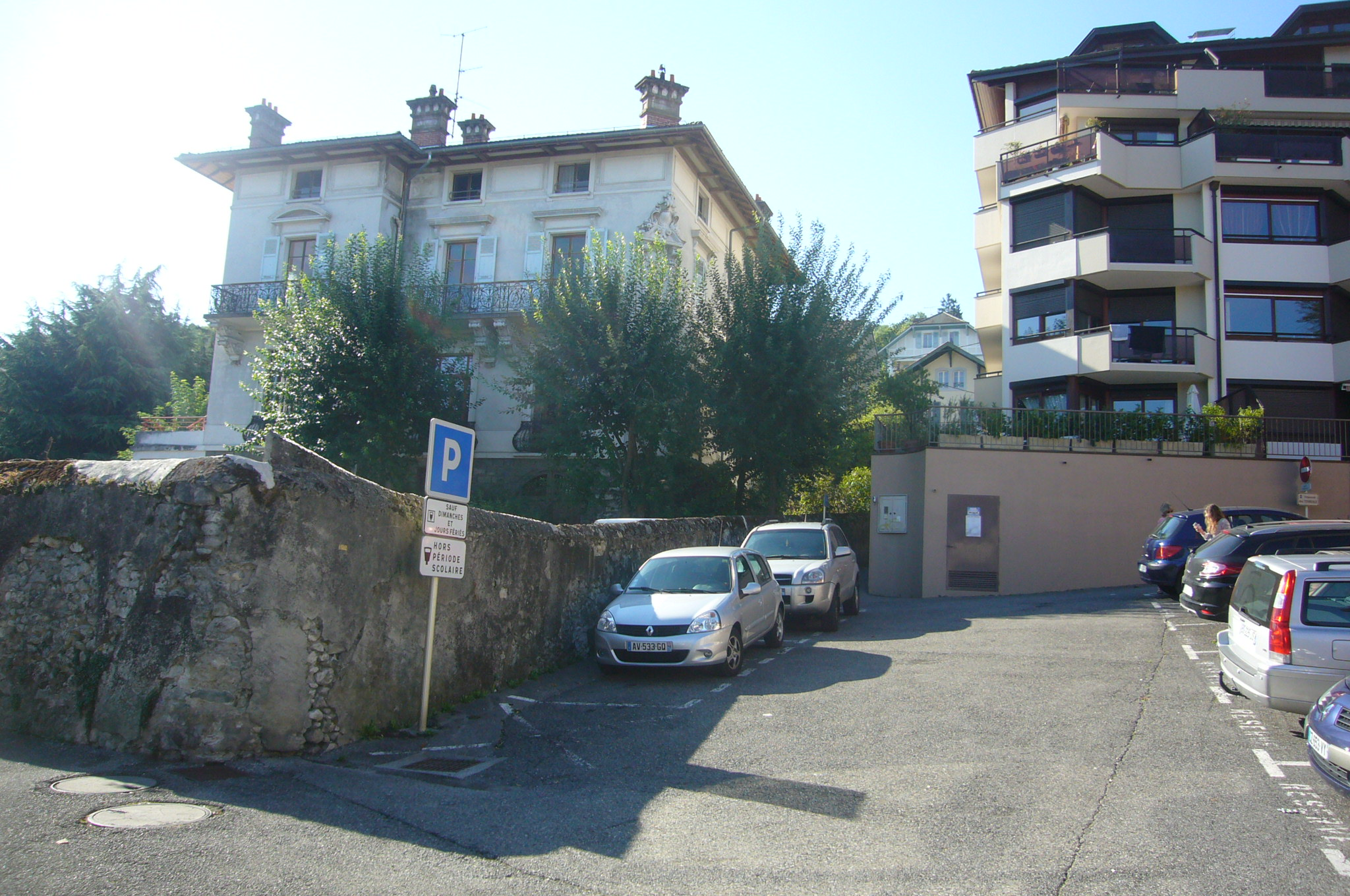
La Villa « La Belle Époque » (ex-villa Gabrielle), 26 av. des Sources à Évian en 2015.

## La villa Gabrielle, lieu de mémoire de la Belle Époque évianaise
Au moment de l’obtention de son grade de docteur, entre 1898 et 1899, Jules Cottet s’était fait construire en pleine ville d’Évian  « une maison confortable et classique, aux murs solides et il l'aimait. Il en aimait le décor un peu sévère et l'atmosphère paisible, il aimait son jardin, ses vieux arbres. »
Nommée par la suite « villa Gabrielle », sans doute après la naissance de sa fille, cette belle maison de style néo-renaissance est aujourd’hui encore visible à Évian, au 26 avenue des Sources, non loin de l’ancienne Buvette Cachat. Elle porte désormais le nom de « villa La Belle Époque », nom donné par une famille évianaise l’ayant acquis peu après la mort du docteur Cottet, au début des années soixante.
Cette maison a été fréquentée plusieurs fois par Marcel Proust, comme l'atteste sa correspondance de l’été 1899. Elle possède en son rez-de-chaussée de splendides portes de bois sculpté et une montée d’escalier très ouvragée, typique des belles demeures de cette période.
Rachetée au milieu des années 1990, la villa est aujourd’hui la propriété du Conseil départemental de Haute-Savoie. Elle abrite les bureaux d’un Pôle médico-social (PMS). Son splendide jardin et ses vieux arbres ont disparu pour faire place à un parking. Espérons que les citoyens évianais sauront valoriser à l’avenir ce lieu unique de l’histoire et de la culture humaniste de leur ville.

## Œuvres et publications
- Pathologie et traitement de la luxation congénitale de la hanche par le Dr Ad. Lorenz ; Traduit par Jules Cottet ; Précédé d'une préface du Dr Brun. Paris : Carré et Naud , 1897.
- Travail de la clinique des voies urinaires de Necker et du laboratoire de M. le professeur Grancher. Recherches bactériologiques sur les suppurations péri-uréthrales, par le Dr Jules Cottet, Paris : G. Carré et C. Naud , 1899. In-8° , 120 p.
- Le Syndrome entéro-rénal aux stations hydrominérales françaises, par les docteurs Aine, Cottet, Goiffon, Mazeran et Schneider. Rapport présenté à la séance extraordinaire de la Société d'hydrologie et de climatologie médicale de Paris, le 19 mars 1928. Paris, L'Expansion scientifique française, impr.-édition, 23, rue du Cherche-Midi , 1928. (20 mars.) In-8, 74 p.
- L'Emploi du sous-nitrate de bismuth dans le traitement des troubles nerveux et circulatoires paradigestifs (extra-systoles, douleurs précordiales, migraines), en collaboration avec Raoul Bensaude. Extrait de La Presse médicale. n°37, du 9 mai 1931. Paris, impr. A. Maretheux et L. Pactat ; Masson et Cie, éditeurs, 120, boulevard Saint-Germain , 1931. In-16, 24 p.
- Appréciation de l'activité fonctionnelle rénale d'après la valeur du rapport du taux de l'urée sanguine à l'urée urinaire des vingt-quatre heures (rapport uréique hémato-urinaire). Extrait de La Presse médicale, 22 mars 1933. Paris, Masson , (1933). In-8°, 24 p.
- Les Troubles de l'élimination urinaire de l'eau (étude physio-pathologique et clinique). Coulommiers-Paris, impr. Brodard et Taupin ; Paris, Masson et Cie, 120, boulevard Saint-Germain , 1933. (8 novembre.) In-8, 212 p. avec fig. et 48 p. d'annexes.
- Contribution à l'étude clinique du rapport uréique hémato-urinaire. Extrait de La Presse médicale, 12 mai 1934. Paris, Masson , (1934). In-8°, 19 p.
- Une nouvelle technique de dosage des sels biliaires dans le sang, ses résultats cliniques, Paris, Édition Librairie Le François, 1935.
- Les Méthodes d'exploration rénale fondées sur la diurèse aqueuse. En collaboration avec Joseph Castaigne. Rapport présenté au Congrès de la Diurèse, Vittel, 27, 28, 29 mai 1939. Saint-Dizier, impr. de Brulliard , 1939. In-8°, 88 p.
- Considérations physio-pathologiques et cliniques sur les azotémies extra-rénales par insuffisance de la diurèse aqueuse. Extrait de La Presse médicale, 9-12 avril 1941. Paris, Masson , (1941). In-8°, 19 p.
- L'Exploration fonctionnelle des reins dans la pratique médicale. Paris, l'Expansion scientifique française. Moulins, impr. de Crépin-Leblond, 1951 (1re éd. 1948). In-16 (180 x 140), 207 p., graphiques.
- Évian  et sa cure de diurèse. Préface de Léon Binet. Évian : impr. Munier , 1959. In-16 (20 cm), 88 p.